# Szkieve
Szkieve est le nom de scène de Dimitri della Faille (né en Belgique). Szkieve est un musicien de musique électronique expérimentale et bruitiste actif au Canada et à l'étranger depuis 1997. En 2017, il a reçu le prestigieux "Golden Nica" du Prix Ars Electronica.
Szkieve a sorti une douzaine de CD et de vinyles sur plusieurs labels de musique, tels Disques Hushush (en), Ad Noiseam et Ant-Zen.
Sa musique consiste en "des percussions minimalistes" avec des "à-coups dilués" tout en étant "mélangés de manière délicate". Sa musique a été décrite comme étant "riche et profonde, avec des mélodies glacées qui explosent au milieu de clics fragiles et de sombres vrombissements". Elle contient des "bourdonnements, des bruissements et des textes familières mais hypnotiques".
Pour ses concerts, Szkieve utilise des logiciels informatiques, divers jouets pour enfants, des objets épars, des micro-contact, des microphones électromagnétiques et des assistants numériques. Il a présenté des performances dans une vingtaine de pays en Europe, en Amérique du Nord et du sud ainsi qu'en Asie. Il a donné des performances dans des festivals en art numérique et en musique électronique tels Electric Fields, Elektra, Mois Multi, MUTEK, MUTEK.cl, Send + Receive, WSK Festival et ZuiDianZi Festival.
En 1998, Dimitri della Faille a créé le label indépendant Disques Hushush.

## Récompenses
- Prix Ars Electronica "Golden Nica", catégorie musique numérique, 2017 (avec Cedrik Fermont)

## Discographie

### Disques solo
- Des Germes de Quelque Chose, CD, 2000
- Des Rythmes de Passage, CD, 2003
- Palimpseste, MP3, 2004
- Ekranoplanes, CDEP, 2005
- Ao Vivo No Plano B 21 Julho, MP3, 2006
- Chants et Danses Folkloriques des Hauts Plateaux, CD, 2008

### Collaborations et splits
- Perturbacée / Terra Amata, 12", 2002 (split avec Ammo)
- Le Pavillon des Oiseaux / Le Monorail, 7", 2003 (collaboration avec Vromb)
- Ostinato 29, CDr, 2008 (split avec Nathan McNinch et Sonde)